# Gare de Rennes-La Poterie
Gare de Rennes-La Poterie vasútállomás Franciaországban, Rennes településen.

## Vasútvonalak
Az állomást az alábbi vasútvonalak érintik:
- Châteaubriant-Rennes-vasútvonal

## Kapcsolódó állomások
A vasútállomáshoz az alábbi állomások vannak a legközelebb:
- Gare de Rennes (Gare de Rennes, Châteaubriant-Rennes-vasútvonal)
- Gare de Vern (Gare de Châteaubriant, Châteaubriant-Rennes-vasútvonal)